# Direção defensiva
Direção defensiva (português brasileiro) ou condução defensiva (português europeu) (ou direção/condução preventiva) é o conjunto de medidas e procedimentos utilizados para prevenir ou minimizar as consequências dos acidentes de trânsito. Baseado na noção de que em todo acidente sempre está presente uma falha humana relacionada ou a negligência, ou imprudência, ou imperícia, a direção defensiva pretende que o motorista que a emprega seja um elemento ativo na alteração ou eliminação dos fatores que possam vir a causar acidentes. No Brasil, a resolução 168/04, de 2004, exige que todo motorista passe pelo curso de Direção defensiva, seja ao obter ou ao renovar sua habilitação.
Os princípios de direção defensiva dividem-se em cinco grupos: conhecimento, atenção, previsão, habilidade e ação.

## Conhecimento
Implica o domínio das informações necessárias envolvendo:
- As leis de trânsito;
- O veículo e equipamentos de transporte;
- As condições adversas que podem ser encontradas durante a condução.

### Condições adversas
São condições que, agregando fatores de risco, aumentam a possibilidade de acidentes e que a Direção defensiva permite evitar ou reduzir. As condições adversas se referem 

#### Iluminação precária
Fatores relacionados à luz, como ofuscamentos, reflexos, penumbra, direção noturna.
O ofuscamento causado pelo farol alto do veículo no sentido contrário, pode levar o condutor andar mais de 60 metros cego pois se a velocidade que se esta trafegando é de 80 km/h, como ficamos mais ou menos cegos durante 3 seg, logo andando a 22m/seg estaremos mais ou menos 60 metros cegos. Por isso quando se fala em direção defensiva relacionado ao farol alto, sempre devemos baixar a luz quando sentirmos que vamos ofuscar o condutor do veículo do sentido contrário, isto vale para quem trafega atras de outro veículo também em relação aos retrovisores.

#### Tempo
Fatores relacionados às condições climáticas ou ambientais, como chuva, aquaplanagem, neblina, fumaça, granizo ou neve.

#### Vias
Fatores relacionados às condições da via como sinalização, conservação, drenagem, vegetação, defeitos ou erros de construção, planejamento do trajeto e da pista.

#### Trânsito
Fatores relacionados a peculiaridades do trânsito como congestionamento, aglomerações humanas, horários de grande movimento, tráfego de veículos pesados, ciclistas ou animais, comportamento de outros condutores.

#### Veículo
Fatores ligados à manutenção do veículo, especialmente dos itens diretamente ligados à segurança: luzes, freios, pneus, suspensão, espelhos, extintor.

#### Cargas
Fatores ligados ao transporte de cargas, como acondicionamento, amarração, equilíbrio, distribuição do peso, volume.
A cada volume nele próprio formado pela distensão de cada carga, tem sua aglomeração de cada condutor a sua adistafação de cada fator relacionado

#### Condutor
Fatores ligados ao estado físico e mental do condutor. Estes fatores incluem deficiências visuais ou físicas, uso de drogas ou medicamentos, estado de sono, estresse ou alteração emocional.

#### Passageiros
Fatores ligados ao comportamento ou características dos passageiros. Estes fatores podem incluir idade, estado emocional, barulho, brigas, passageiros que passam mal ou excesso de passageiros.

## Atenção
O princípio da atenção implica que o condutor do veículo esteja atento e em permanente alerta a uma série de elementos que possam vir a interferir, seja no sentido de prevenir acidentes, no caso da sinalização, seja no sentido de criar situações de perigo, no caso de outros motoristas, pedestres, ciclistas, animais, além de todas as condições adversas.
O condutor atento está sempre alerta, minimizando dessa forma a possibilidade de ser surpreendido, e ao saber tudo que ocorre ao seu redor, adota uma postura difusa.
Os principais inimigos da atenção observados são aqueles que desviam a visão do condutor da via ou fazem com que ele divida a atenção com outras situações menos importantes ou diminuam sua concentração: conversas com passageiros, som veicular (troca de estação, de CD, de música, volume alto, etc.), uso de telefone celular (inclusive whatsapp, Facebook e outros aplicativos), uso de bebida alcoólica e drogas e o sono.

## Previsão
A previsão implica que o condutor anteveja situações, preparando-se antecipadamente para agir caso estas venham a se consumar, de maneira que não seja tomado de surpresa.

## Habilidade
Habilidade é a destreza necessária que um condutor treinado adquire para conduzir seu veículo corretamente, capacitando-se a executar as manobras necessárias assim como a evitar colocar-se a si ou a terceiros em situação de risco.

## Ação
É estar pronto para fazer qualquer manobra perigosa ou não. E também estar preparado para dirigir defensivamente evitando acidentes, mortes e ferimentos.